# FC Rapid Ghidighici (2005-2008)

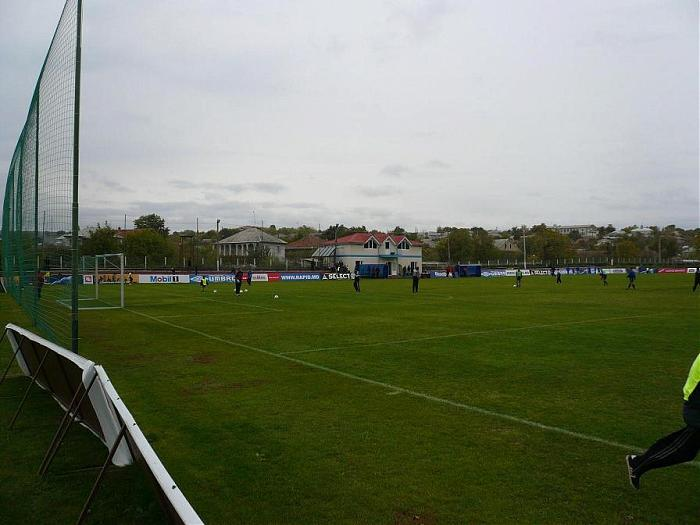
Stadionul echipei

FC Rapid Ghidighici a fost un club de fotbal din Ghidighici, Republica Moldova. Echipa a fost fondată în anul 2005 și în sezonul 2007-2008 a evoluat în Divizia Națională, dar la finele turului campionatului, finanțatorul Victor Ostap nemulțumit de arbitraj după un meci cu Zimbru Chișinău a retras echipa din campionat. În consecință, echipa a fost sancționată de către Federația Moldovenească de Fotbal și nu a primit licență pentru sezonul următor. În vara lui 2008, în intersezon, pentru a evita penalizarea federației, Victor Ostap a organizat fuziunea dintre Rapid Ghidighici și CSCA Chișinău, club falimentar la acel moment, pentru a crea clubul CSCA-Rapid Chișinău.